# De re metallica

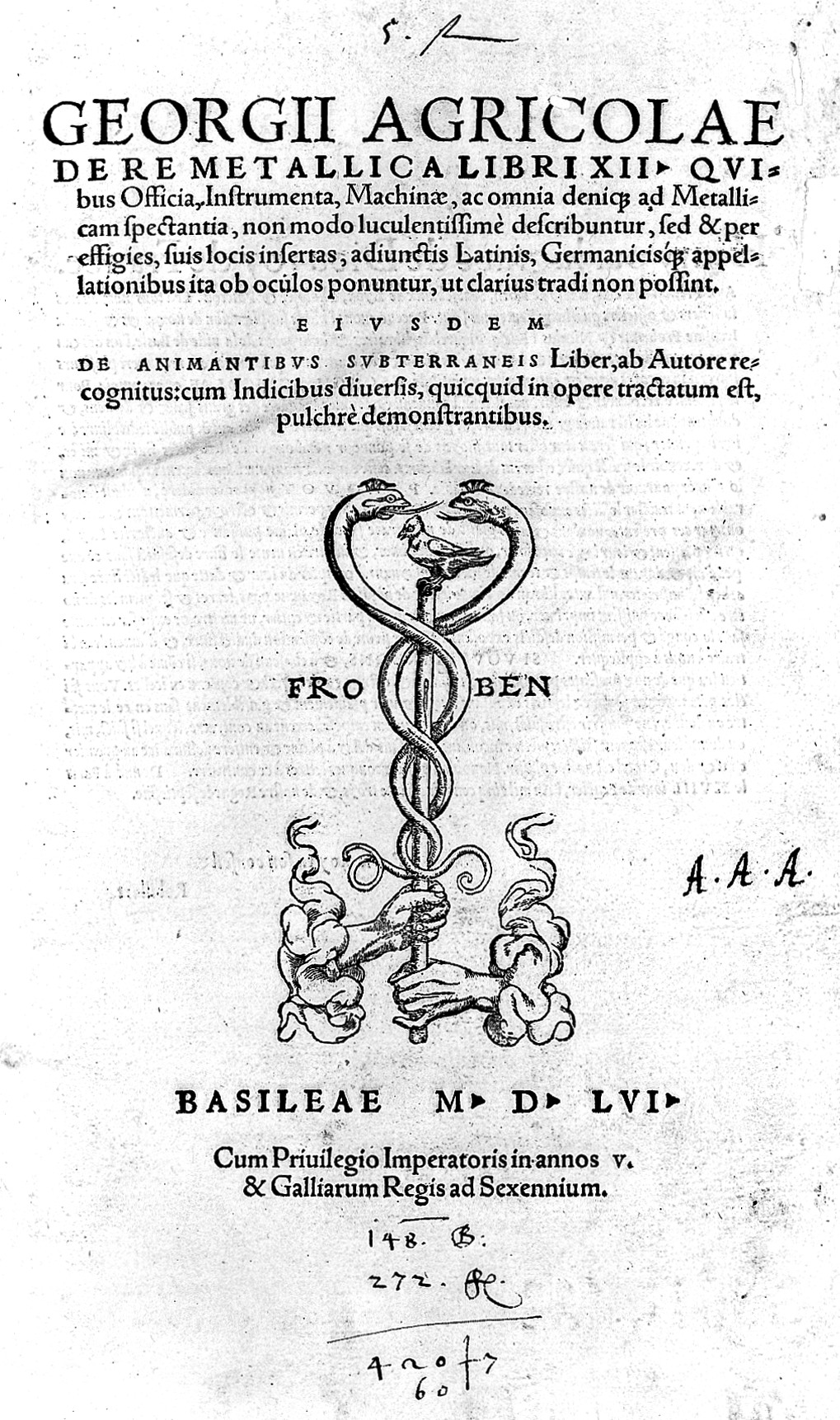
Titelblatt von De re metallica libri XII

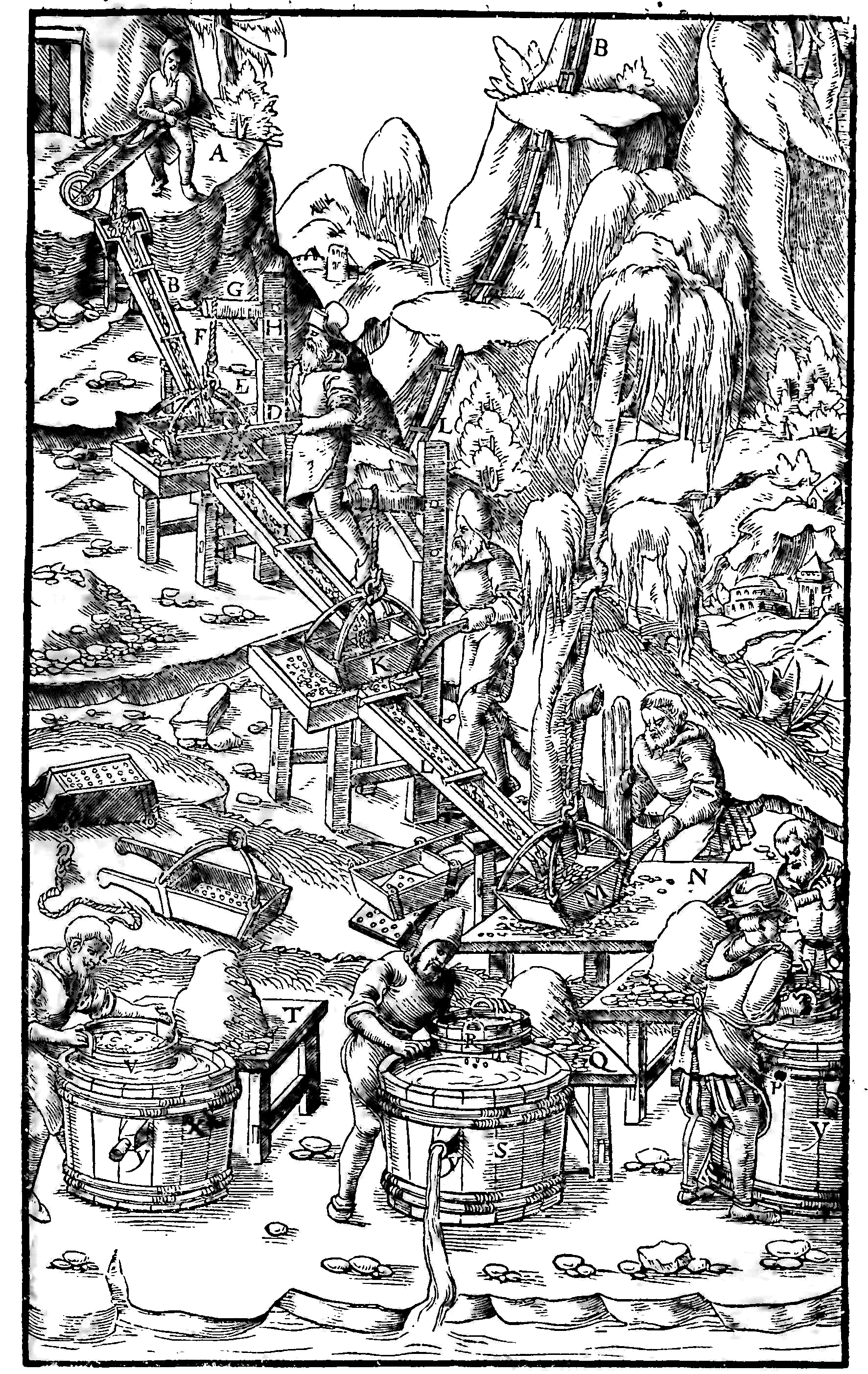
Holzschnitt aus dem Buch VIII

De re metallica libri XII (Vom Bergkwerck XII Bücher) ist ein 1556 in lateinischer Sprache postum erschienenes Buch von Georgius Agricola über die zur damaligen Zeit bekannten Bergbau- und Erkundungsmethoden.

## Inhalt
In zwölf Kapiteln handelt De re metallica libri XII die folgenden Themengebiete ab:
- Buch I: Vom berg- und hüttenmännischen Berufe und seinem Nutzen
- Buch II: Von der Aufnahme des Bergbaues
- Buch III: Von den Gängen, Klüften und Gesteinsschichten
- Buch IV: Von den Grubenfeldern und von den Ämtern der Bergleute
- Buch V: Von dem Aufschluß und dem Abbau der Lagerstätten und von der Markscheidekunst
- Buch VI: Von den Werkzeugen, Geräten und Maschinen
- Buch VII: Vom Probierwesen
- Buch VIII: Von der Vorbereitung der Erze für das Schmelzen
- Buch IX: Von den Schmelzöfen und den Gewinnungsverfahren der Metalle
- Buch X: Von der Edelmetallscheidung, dem Abtreiben und Silberfeinbrennen
- Buch XI: Vom Entsilbern des Schwarzkupfers und Eisens
- Buch XII: Von den Salzen und vom Glas

Neben dem Text ergänzen 292 Holzschnitte, die teilweise von Agricola selbst entworfen wurden, die Darstellungen. Ihre Reinzeichnung nahm Basilius Wefringaus aus Sankt Joachimsthal vor und die Holzschnitte fertigte Hans Rudolf Manuel aus Basel. Sie stellen die mit am häufigsten verwendeten Abbildungen über den mittelalterlichen und frühneuzeitlichen Bergbau dar.

## Übersetzungen
1557 erschien die von Philippus Bechius ins Deutsche übersetzte Fassung unter dem Titel Vom Bergkwerck XII Bücher. 1912 publizierte das Ehepaar Herbert Clark und Lou Henry Hoover eine mit zahlreichen Fußnoten versehene englische Ausgabe. Eine deutsche Neufassung erschien von dem Hüttenkundler Carl Schiffner im Jahr 1926 und eine weitere von 1994. Weitere Übersetzungen existieren, in chronologischer Reihenfolge ihres Erscheinens, ins Chinesische, Italienische, Englische, Tschechische, Russische, Japanische, Spanische, Ungarische, Französische und Ukrainische.

## Ausgaben
- Georgius Agricola: Georgii Agricolae De Re Metallica Libri XII. Jeronymus Froben, Basel 1556 (Latein, 590 S., digitale-sammlungen.de [abgerufen am 17. Juli 2022] VD16 A 933).
- Georgius Agricola: Vom Bergkwerck XII Bücher Darin[n] alle Empter, Instrument, Gezeuge, vnnd alles zu disem handel gehörig, mitt schönen figuren vorbildet, vnd klärlich beschriben seindt. Jeronymus Froben, Basel 1557 (digitale-sammlungen.de [abgerufen am 17. Juli 2022] Latein: De Re Metallica. Übersetzt von Philipp Bechius, VD16 A 935).
- Georgius Agricola: De Re Metallica : Translated from the first latin edition of 1556. The Mining Magazine, London 1912 (englisch, archive.org – Latein: De Re Metallica. Übersetzt von Herbert Clark Hoover, Lou Henry Hoover).
- Georg Agricola: Zwölf Bücher vom Berg- und Hüttenwesen. In denen die Ämter, Instrumente, Maschinen und alle Dinge, die zum Berg- und Hüttenwesen gehören, nicht nur aufs deutlichste beschrieben, sondern auch durch Abbildungen … aufs klarste vor Augen gestellt werden sowie sein Buch von den Lebewesen unter Tage. Hrsg.: Georg-Agricola Gesellschaft beim Deutschen Museum. München 1928 (564 S., uibk.ac.at – Latein: De Re Metallica. Übersetzt von Carl Schiffner).